# Kraftwerk Aboño
Das Kraftwerk Aboño (spanisch Central térmica de Aboño) ist ein Kohlekraftwerk in der Gemeinde Carreño, autonome Gemeinschaft Asturien, Spanien. Die Stadt Gijón liegt ungefähr 8 km östlich des Kraftwerks.
Die installierte Leistung des Kraftwerks beträgt 921,7 MW. Es ist im Besitz von EDP und wird auch von EDP betrieben. Das Kraftwerk ging am 15. März 1974 mit dem ersten Block in Betrieb.

## Kraftwerksblöcke
Das Kraftwerk besteht aus zwei Blöcken, die 1974 und 1985 in Betrieb gingen. Die folgende Tabelle gibt einen Überblick:
| Block | Max. Leistung (MW) | Betriebsbeginn | Turbine | Generator | Dampfkessel    |
| ----- | ------------------ | -------------- | ------- | --------- | -------------- |
| 1     | 365,5              | 1974           | BBC     | BBC       | Foster Wheeler |
| 2     | 556,2              | 1985           | BBC     | BBC       | Foster Wheeler |

Die Nettoleistung von Block 1 beträgt 341,79 MW, die von Block 2 liegt bei 535,87 MW. Die Jahreserzeugung lag 2005 bei 7,221 Mrd. kWh. Der Block 1 soll ab 2022 zur Gänze mit Hüttengas und Erdgas betrieben werden, um eine Stilllegung zu vermeiden. Das Hüttengas wird vom nahegelegenen Stahlwerk von ArcelorMittal in Gijón geliefert. Block 2 soll nur noch als Reserve vorgehalten werden.